# Hyaleucerea grandis
Hyaleucerea grandis là một loài bướm đêm thuộc phân họ Arctiinae, họ Erebidae.